# اچ‌ام‌اس آنتونی (اچ۴۰)
اچ‌ام‌اس آنتونی (اچ۴۰) (به انگلیسی: HMS Anthony (H40)) یک کشتی بود که طول آن ۳۲۳ فوت (۹۸ متر) بود. این کشتی در سال ۱۹۲۹ ساخته شد.